# أوبري يوجين روبنسون، الابن
أوبري يوجين روبنسون، الابن (بالإنجليزية: Aubrey Eugene Robinson, Jr.)‏ (و. 1922 – 2000 م)هو محامي، وقاضي من الولايات المتحدة الأمريكية .

## التعليم
تعلم في جامعة كورنيل.